# Иван Попстефанов
Иван Михайлов Попстефанов е български революционер, разложки деец на Вътрешната македоно-одринска революционна организация.

## Биография
Иван Попстефанов е роден в 1868 година в разложкото село Банско в свещеническо семейство. Участва в българската просветна борба и е сред основателите на читалището в Банско. Влиза във ВМОРО и е член на ръководството на банския комитет. Участва в Илинденско-Преображенското въстание в 1903 година и след потушаването му е арестуван и затворен в Едикуле в Солун.